# Јумеихо
Јумеихо је јапанска терапијско-превентивна метода, која је настала синтезом различитих оријенталних мануелних и енергетских техника и садржи у себи разне технике намештања кичме и зглобова целог тела којима претходи примена пасивних мануелних хватова и истезања са циљем опуштања мишића и омекшања мекоткивних структура.

## Историјат
Јумеихо - специјална, оријентална, божанствена масажа, представља природну методу самоизлечења. То је мануелна терапија заснована на природном начину лечења у којој основно средство чине руке терапеута. Њен творац је Масајуки Саионђи, јапански физиотерапеут који је ову масажу креирао 1978. године и оригинално назвао Котсубан Јумеихо или Терапија за намештање костију кукова гњечењем и притискањем
Он је, након вишегодишњег студирања разних традиционалних енергетских и физикалних исцелитељских метода у Јапану, Кини и другим земљама Далеког истока, одабрао технике које је сматрао најбољима и креирао нову структурисану методу – Јумеихо терапију.
Јумеихо у себи садржи елементе традиционалне кинеске медицине, Анма јапанске масаже, Туина масаже, Шиатсу технике, Сеитаи-Хо, Таи масаже као и одређене мануелне и енергетске технике које потичу и< манастира Шаолин.

### Који ефекти се постижу Јумеихо терапијом?
Смисао ове терапије је центрирање тј. репонирање свих зглобова кичменог стуба, кукова, руку и ногу, као и сакроилијачних зглобова, али поред тога опуштање и размекшавање мишића и меких ткива кичме, што ће довести до балансирања организма у целости.
Неки од симптома код којих Јумеихо помаже су болови у пределу кичме, главобоље, лоша циркулација, трњење и бол дуж руку и ногу, асиметрија мишићног и коштаног система.
Ако у једном делу нашег тела постоји дисбаланс, он ће неминовно пореметити статику читавог тела. Као крајњи циљ Јумеихо методе јесте успостављање психофизичке равнотеже целог тела и елиминисање фактора ризика ишчашења пршљенских зглобова као и оштећења дискуса.
Корени ове масаже потичу из вишевековне традиције, мудрости и филозофије кинеске културе. Темељ ове методе је терапија звана Зхенг Ти Фа што значи „Лечење целине”. Методе Јумеиха се темеље на принципу „повратне спреге”, што значи да уколико се мека ткива опусте, кости и зглобови могу наместити у правилан положај, а ако се коштано-зглобне структуре ставе у правилан функционалан положај тада се мишићи и тетиве повлаче из затегнутог положаја.

### Филозофија
Јумеиха се темељи на теорији тежишта тела, оно одређује наше здравље, ако је тежиште на идеалном месту човек ће бити здрав и осећаће се добро и тежина би требало да буде правилно распоређена на обе ноге, а ако је тежиште померено тело се напиње више на једну ногу и доћи ће до асиметричног мишићног напрезања, искривљења кичме и појаве разних болести.
Ова масажа се изводи на струњачи, а пожељно је да особа буде одевена у удобну и памучну одећу која не спутава покрете. Основних 100 захвата садржи две компоненте које се међусобно допуњују. Прва компонента садржи методе притисака и акупресуре у сврху омекшавања и опуштања меких ткива, а друга садржи методе намештања-репонирања коштано зглобних структура.
Јумеихо даје одличне резултате код особа које дуго седе и на тај начин држе тело у истом положају. Јумеихо се користи и код многих спортиста који су преоптерећени свакодневним интензивним тренинзима и даје одличне резултате.Веома је повољна и за особе старијег доба код којих је делотворна за решавање тегоба везаних уз слабу циркулацију, недовољно кретање, лоше држање и осталих проблема који су сакупљени током живота.
Ова терапија доста повољно утиче на различите проблеме локомоторног система, главобоље, болове у вратном и раменом пределу, болове у куковима, грчеве у мишићима, сколиозе, спондилозе, добре резултате даје у спречавању болова и деформитета коштано зглобног система. Јумеихо терапија вас чини гипким и лаким, изглед тела и држање се побољшавају ослобађа вас физичког и менталног замора, депресије, побољшава расположење и поново успоставља способност самоисцељења. Зато се на истоку користи као превентивна метода

## Контраиндикације:
Третмани се по правилу не изводе код особа које пате од остеопорозе, хемофилије, заразних болести попут туберкулозе или хепатитиса Ц, код психијатријских болесника (у случају да пате од параноје и сличних поремећаја), особа са глаукомом, херпес зостером, упалама крвних судова и дискус херније у раној фази.
Добро изведена Јумеихо масажа продире дубоко у биће.Не отклања само бол, већ побољшава и стабилизује емоционално стање-враћа осмех на лице.
Симетрија је првобитно, нормално и здраво стање људског тела. Према јапанском терапеуту и оснивачу Јумеихо терапије Масајуки Саионђију кад је јело симетрично, мишићи и ткива су меки, а циркулација крви добра. Но, уколико дође до поремећаја те равнотеже и тело изгуби првобитну симетрију, може доћи до настанка проблема локомоторног система, али и развоја болести унутрашњих органа.

## Дијагностиковање дислокације тежишта
Дијагноза дислокације тежишта поставља се првенствено према симптомима које терапеут утврђује на основу посматрања лица, положаја рамена, држања тела док особа хода, стоји и седи. Затим пацијент легне потрбушке па се у том положају процењује напетост мишића и дужина ногу и да ли је дошло до ротације карлице. Терапеут током рада под прстима осећа која су подручја напета а која нису, те прелази преко њих поново покушавајући да успостави равнотежу леве и десне стране тела.